# Полонія (Перемишль)
«Поло́нія Пере́мишль» (пол. Polonia Przemyśl) — професіональний польський футбольний клуб з міста Перемишля.

## Історія
Колишні назви:
- 1909: ТС Сян Перемишль (пол. TS [Towarzystwo Sportowe] San Przemyśl)
- 1911: ОТТГ Сокул-Сян Перемишль (пол. OTTG [Oddział Terenowy Towarzystwa Gimnastycznego] Sokół-San Przemyśl)
- 1914—1916: не виступав
- 1916: ПКС Полонія (пол. PKS [Przemyski Klub Sportowy] Polonia)
- 1928: ВЦСС Полонія Перемишль (пол. WCSS [Wojskowo-Cywilne Stowarzyszenie Sportowe] Polonia Przemyśl)
- 1949: ТС Звьонзковєц Перемишль (пол. TS Związkowiec Przemyśl)
- 1951: ТС Будовляні Перемишль (пол. TS Budowlani Przemyśl)
- 1954: КС Полонія Перемишль (пол. KS [Klub Sportowy] Polonia Przemyśl)
- 1990: МКС Полонія Перемишль (пол. MKS [Miejski Klub Sportowy] Polonia Przemyśl)

Восени 1909 року був організований спортивний клуб, який отримав назву «„Сян“ Перемишль». У клубі діяла секція баскетболу та футболу. У 1910 році відбувся перший офіційний матч зі «Славією» (збірна чеських і словацьких футболістів Перемишльського військового гарнізону), у якому програв 2-3. Влітку 1914 року припинив існування, так як розпочалася Перша світова війна (Перемишль пережив 3 облоги). У 1916 році після розпаду Австро-Угорщини відновив діяльність, змінивши назву на «Полонія». У 1922 році клуб отримав стадіон з трибуною. У 1928 році об'єднався з іншим перемишльським клубом «ВКС „Легія“ Перемишль» і відтоді мав підтримку від військових. В міжвоєнному періоді команда провела міжнародні зустрічі з олімпійською збірною Туреччини (3-3), чемпіоном Австрії Гакоах, угорськими Уйпешт (3-1) і Кішпешт (6-1), перемагала найкращі польські клуби зі Львова, Кракова і Хожува. Нічого дивного, що отримала назву «Перемишльська Барселона». Але вищолігові мрії футболістів і вболівальників «Полонії» ніколи не здійснилися, хоч у 1928, 1932, 1933, 1936 роках «Перемишльська Барселона» як переможець львівської окружної ліги змагалася у вирішальних матчах за путівку до найвищої польської ліги. Однак за кожним разом без успіху.
Після Другої світової війни клуб відновив діяльність. У 1949 році «Полонія» здобула путівку до II ліги чемпіонату Польщі, зайнявши 8-е місце у південній групі. У 1949 році рішенням польських влад клуб перейменовано на «Звьонзковєц Перемишль», а у 1951 році на «Будовляні Перемишль». У 1953 році внаслідок реорганізації футбольної піраміди ліг клуб спав до окружної ліги.
У 1954 році повернено історичну назву «Полонія Перемишль». З 1966 року до 1971 року клуб змагався лише у класі «A», потім (до 1976 року) знову грав в окружній лізі. У 1974 році п'ять найкращих футболістів перейшли до земляків з клубу «Польна», яка тоді піднялася у III лігу. З 1976 року до 1993 року футболісти «Полонії» виступали лише у IV або V лізі, а у 1983-1984 роках були в числі найкращих клубів регіональної ліги, однак двічі програвали матчі за путівку до III ліги. У 1990 році «Полонія» об'єдналася з іншим перемишльським клубом «Польна», який переживав організаційно-фінансові проблеми. Дякуючи цьому клуб отримав один з найкращих стадіонів на вул. Саноцькій. А старий стадіон на вул. Спортовій перетворився на один з найбільших базарів у Східній Польщі. У 1993 клуб піднявся у другу лігу. У 2005-2010 роках команда змагалася знову у третій лізі.

## Титули та досягнення
- Чемпіонат Польщі:
  - чемпіон у львівській окружній (II) лізі: 1928, 1932, 1933, 1936
  - срібний призер у львівській окружній (II) лізі: 1929, 1930
  - бронзовий призер у львівській окружній (II) лізі: 1934, 1938
  - 6 місце у групі «D» II ліги: 1951

## Відомі гравці
- Василь Шпук